# Urszulin Belno
Urszulin Belno – była fabryka produkująca cukier, która znajdowała się w miejscowości Belno w woj. mazowieckim. Utworzona w styczniu 1845 roku przez Ignacego Leszczyńskiego. 
"Zakład fabrykacji cukru z buraków" powstał na obszarze czterech mórg z zamiarem powiększenia tego terenu pod budowę pomieszczeń na maszyny i sprzęt. Nazwa cukrowni – Urszulin – pochodzi od imienia żony właściciela Urszuli z Zaborowskich. Urządzenia do cukrowni zostały zakupione w 1841 r. od właściciela fabryki cukru we wsi Bieniewice koła Błonia pod Warszawą. Maszyny sprowadzone również były z gostynińskiej fabryki Pawła Rystoffa. Kolonia Urszulin notarialnie była oddzielona od dóbr Belno. Stanowiła jakby dzielnicę wydzieloną Belna. 
Fabryka w 1845 r. mieściła się w budynku murowanym, dachówką krytym, składała się z jednej prasy hydraulicznej, dwóch pras śrubowych, jednej tarki, dwóch kotłów defekacyjnych, czterech kotłów do gotowania syropu, tysiąca form do cukru i stu skrzynek. W założeniu i urządzeniu technicznym cukrowni Leszczyńskiemu pomagał August Schurr. Dyrektorem był Ludwik Staszewski.
Po śmierci Leszczyńskiego ogłoszono postępowanie spadkowe. W 1858 r. cukrownię kupił Lewek i Marianna Kusmierak, a w 1861 Paweł Rystoff.
W 1862 roku szacowano wartość zakładu na 47000 rubli. W kampanii 1862/63 pracowało w niej 140 robotników. W tej samej kampanii wyprodukowano 619 kwintali cukru. Wartość produkcji oceniano na 15120 rubli. W 1852 wydajność cukru z buraków w cukrowni wynosiła 3,8%.
W 1877 cukrownia zawiesiła produkcję, której już nigdy nie wznowiła.